# Hiéroglyphe égyptien O12
Le palais avec frise et bras, en hiéroglyphes égyptiens, est classifiée dans la section O « Bâtiments, parties de bâtiments etc. » de la liste de Gardiner ; cet hiéroglyphe y est noté O12.

## Représentation
Il représente la combinaison de la façade ouvragé d'un palais surmontée d'une frise de créneaux décoratifs (hiéroglyphe O11) barré d'un bras (hiéroglyphe D36). Il est translittéré ˁḥ.

## Utilisation
| O11 | a · pr | / | O12 |

| O11 | a · pr | / | O12 |

valeur ˁ.
| O11 |

| O11 |